# FAST协议
FAST协议（FIX Adapted for Streaming）是FIX Protocol Ltd开发的技术标准，主要用于优化计算机网络上的数据表达。 它可以支持金融机构间的高吞吐量、低延迟的数据通讯。
FAST协议此技術標準的特點可以有高資料壓縮的能力，可以用在支援大量的市場資料傳輸，並且需要有低延迟的應用場合。